# Frank Artus
 (mai 2024).
La mise en forme du texte ne suit pas les recommandations de Wikipédia : il faut le « wikifier ».
Les points d'amélioration suivants sont les cas les plus fréquents. Le détail des points à revoir est peut-être précisé sur la page de discussion.
- Les titres sont pré-formatés par le logiciel. Ils ne sont ni en capitales, ni en gras.
- Le texte ne doit pas être écrit en capitales (les noms de famille non plus), ni en gras, ni en italique, ni en « petit »…
- Le gras n'est utilisé que pour surligner le titre de l'article dans l'introduction, une seule fois.
- L'italique est rarement utilisé : mots en langue étrangère, titres d'œuvres, noms de bateaux, etc.
- Les citations ne sont pas en italique mais en corps de texte normal. Elles sont entourées par des guillemets français : « et ».
- Les listes à puces sont à éviter, des paragraphes rédigés étant largement préférés. Les tableaux sont à réserver à la présentation de données structurées (résultats, etc.).
- Les appels de note de bas de page (petits chiffres en exposant, introduits par l'outil «  Source ») sont à placer entre la fin de phrase et le point final[comme ça].
- Les liens internes (vers d'autres articles de Wikipédia) sont à choisir avec parcimonie. Créez des liens vers des articles approfondissant le sujet. Les termes génériques sans rapport avec le sujet sont à éviter, ainsi que les répétitions de liens vers un même terme.
- Les liens externes sont à placer uniquement dans une section « Liens externes », à la fin de l'article. Ces liens sont à choisir avec parcimonie suivant les règles définies. Si un lien sert de source à l'article, son insertion dans le texte est à faire par les notes de bas de page.
- La présentation des références doit suivre les conventions bibliographiques. Il est recommandé d'utiliser les modèles {{Ouvrage}}, {{Chapitre}}, {{Article}}, {{Lien web}} et/ou {{Bibliographie}}. Le mode d'édition visuel peut mettre en forme automatiquement les références.
- Insérer une infobox (cadre d'informations à droite) n'est pas obligatoire pour parachever la mise en page.

Pour une aide détaillée, merci de consulter Aide:Wikification.
Si vous pensez que ces points ont été résolus, vous pouvez retirer ce bandeau et améliorer la mise en forme d'un autre article.
Pour les articles homonymes, voir Artus.
Gregory Artus Frank, né le 4 mai 1979, également connu sous le nom de Frank Artus, est un acteur, réalisateur et producteur libérien des industries cinématographiques ouest-africaines.

## Biographie

### Enfance et éducation
Frank Artus est né dans le comté de Montserrado, au Libéria. Il est de nationalité libérienne,. Il a suivi des études à l'université AME de Monrovia où il obtient un diplôme en gestion des ressources humaines.

### Carrière
Frank Artus a commencé sa carrière au Liberia. Peu après, il s'est tourné vers le Ghana, où il a travaillé pour Venus Films, avant de tourner des films au Nigeria (Nollywood). Après avoir joué des rôles mineurs au Liberia, Artus écrit, réalise et joue dans le film Juetey (Children's Business). En 2008, Juetey remporte six prix, dont celui du meilleur scénariste, de la meilleure actrice dans un second rôle et du film de l'année. Juetey est la première tentative de Frank en tant que scénariste.
Depuis, il a tourné plus de 100 films et est nommé pour de nombreux prix parmi lesquels le prix du meilleur acteur international en 2012 lors de la cérémonie des African Academy Awards. Il a également remporté le Hall of Grace Award 2013. L'un de ses films les plus connus est Order of the Ring (2012), dans lequel il joue nu,.
En 2015, Frank se voit décerner le prix Face of Africa en tant qu'acteur célèbre. Il reçoit également plusieurs prix, dont le prix de la figure humanitaire décerné par le Continental Award Committee pour ses contributions à la lutte contre Ebola.

## Vie personnelle
Frank Artus se marie à son amie de jeunesse, Prima Cooper Frank, et le couple a actuellement trois enfants, deux filles et un garçon qu'il a nommé en l'honneur de son idole, l'acteur indien Shah Rukh Khan.

## Filmographie sélectionnée
- Agafe
- Agony of Birth
- Amaka Mustapha
- Anger Of A Prince
- Anointed Prince
- ATM Masters
- Beautiful Evil
- Beyond My Eyes
- Brave (2012)
- Brides's War
- Chelsea (2010)
- Crazy Scandal
- Desperate Brides
- Die With Me
- Different Class
- Dirty Secret
- Family Secret
- Fear Untold
- Game Mistress
- Game of Roses
- Game On
- Guilty Threat
- Hands of Fate (2012)
- Holy Secret
- Illicit Ways
- Innocent Sin
- Jewels of the Son (2011)
- Juetey
- king and gods
- King's Throne
- Kiss and the Brides
- Kiss My Tears
- Lost In Thoughts (2013)
- Mad Dog
- Madam Success
- Midnight Murder
- Mission of Justice
- Money Never Sleeps
- My Diva (2013)
- My Dying Day
- My Husband Funeral
- Mystery of Destiny
- Native Daughter
- New Joy
- Order of the Ring (2013)
- Owerri Soup
- Professional Lady
- Professionals
- Rain Drop (2011)
- Right In My Eyes
- Seduction
- Showgirls
- Sinking Heart (2011)
- Speechless
- Spiritual Killer
- Sugar Town
- Swing of Emotion
- Tears of the Moon
- Temptation (2010)
- The Feast
- The Signature
- Torment My Soul
- Under
- Unfinished Game
- Un-Fokables
- War of Roses
- When You Love Someone
- Who Loves Me? (2010)